# 剔羹
剔羹是晋语区百姓家庭日常的一种面食（羹字在并州片吕梁片读音多为/tɕie/或/tɕia/，在太原话等方言中与尖字同音，因而很多时候被误写作“尖”），晋语称作剔拔股，签拔股，或剔鱼子等，在北京等地也称作拨鱼儿。
剔尖两端细长，中间部分稍宽厚，白细光滑，软而有筋，浇上浇头，再配以调味佐料，食之十分可口，是晋中民间主要面食之一。

## 作法
将麵團和得较稀软，放在形状大小如乒乓球板的专用板子上，一手持板，另一手持签（一般为竹签或铁签，比筷子略长），将麵團剔成条状，一一拨入锅内沸水中。煮熟后捞出，浇上菜或卤食用。
剔尖口感软滑，较好消化。

## 参看
- 山西面食
- 刀削面
- 抿羹

1. ↑  . 汾阳市人民政府. 2022-06-17.